# 日昇昌

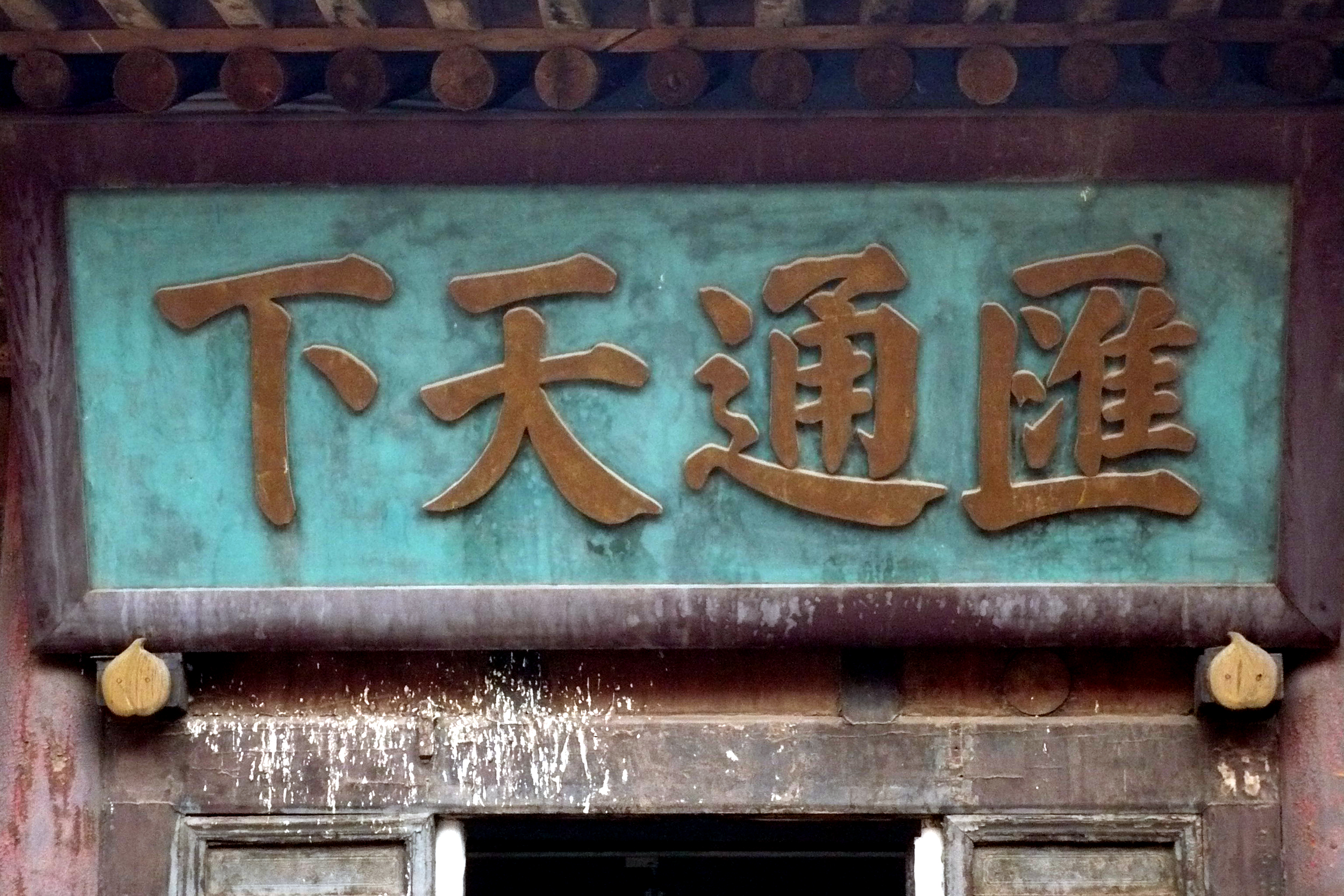
もと日昇昌の建物の入口の額。

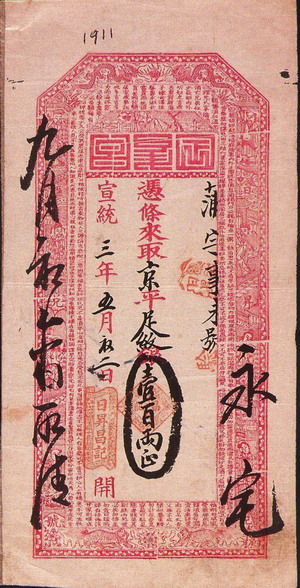
日昇昌が発行した手形の例。

日昇昌（じっしょうしょう）は、中国山西省平遥県（平遥古城）にあった組織で、手形に相当するものを発行して、中国で「票号」と呼ばれる金融機関であった 。
日昇昌の設立時期ははっきりしないが、清朝の1823年に設立されたと推定され、票号は19世紀のピーク時には「銭荘」と共に中国金融経済をほぼ折半して支配し、日昇昌もその支店は中国の主要都市全体に、またモンゴル、日本、ロシアを含むいくつかの外国にも広がっていた。 
現在、以前の日昇昌の建物は「中国票号博物館」になっていて、2006年に中華人民共和国全国重点文物保護単位（6-484）にも指定された。

## 参照項目
- 山西省の商人
- 平遥古城
- 票号
- 銭荘